# Kisnémedi
Kisnémedi è un comune dell'Ungheria di 691 abitanti (dati 2001) situato nella contea di Pest, nell'Ungheria settentrionale.